# Agriotes thevenetii
Agriotes thevenetii is een keversoort uit de familie kniptorren (Elateridae). De wetenschappelijke naam van de soort is voor het eerst geldig gepubliceerd in 1872 door Horn.